# Wim Henderickx
Wim Henderickx (Lier, 17 maart 1962 – Antwerpen, 18 december 2022) was een Belgisch, Nederlandstalig, componist, slagwerker en muziekpedagoog.

## Muzikale loopbaan
Henderickx studeerde compositie (bij Willem Kersters) en slagwerk (bij Louis Cauberghs) aan het Koninklijk Conservatorium Antwerpen. Hij studeerde sonologie aan het IRCAM in Parijs en aan het Koninklijk Conservatorium in Den Haag.
Henderickx componeerde voor zeer uiteenlopende bezettingen: onder meer kamermuziek, orkestwerken en opera's. 
Met Mysterium (1989) voor tien houtblazers won hij in 1993 de Internationale compositieprijs Vlaanderen-Québec. Vanaf die periode kreeg de oosterse filosofie een grote invloed op zijn werk, zoals blijkt uit onder meer de driedelige Raga-cyclus (orkestwerken gebaseerd op de Indiase raga) en de zevendelige Tantric Cycle.
Wim Henderickx doceerde compositie en muziekanalyse aan het Koninklijk Conservatorium Antwerpen en het Conservatorium van Amsterdam. Daarnaast was hij hoofddocent van de jaarlijkse zomer-compositiestage bij Musica, Impulscentrum voor Muziek in het Dommelhof in Neerpelt.
Sinds 1996 was hij huiscomponist van Muziektheater Transparant te Antwerpen. Daarvoor schreef hij onder meer zijn eerste opera Triumph of Spirit over Matter (2000) en de jongerenopera Achilleus (2003), gebaseerd op het verhaal van de Griekse held Achilles. Deze opera werd in 2006 in Deense vertaling ook opgevoerd in Kopenhagen. Zijn laatste productie voor Transparant was Revelations (2017) met Lore Binon, Cappella Amsterdam en HERMESensemble.
In 2013 werd hij artist in residence bij het Antwerp Symphony Orchestra, waarvoor hij orkestwerken componeerde als Empty Mind I voor hobo, orkest en elektronica (2014) en Symphony N°2 (Aquarius' Dream) voor sopraan, orkest, elektronica en lichtontwerp (2017).
Wim Henderickx was jarenlang paukenist bij het Nieuw Belgisch Kamerorkest, de latere Beethoven Academie onder leiding van Jan Caeyers. Van dit orkest kreeg Henderickx de opdracht om Le Visioni di Paura (1990) te componeren. Daarna volgden orkestwerken in opdracht van onder meer Brussels Philharmonic, het Nationaal Orkest van België, de Katholieke Universiteit Leuven en deFilharmonie. Dit laatste orkest nam ook twee cd's op met orkestwerken van Henderickx, namelijk Raga I-II-III (1999) en Tejas & other orchestral works (2011) en benoemde hem in augustus 2013 tot 'Artist/Composer in Residence'.
Hij schreef voor de Koningin Elisabethwedstrijd 2008 (voor zang) het verplichte werk Canzone for voice and piano. 
Zijn werken worden uitgegeven bij Norsk Musikforlag in Oslo.
Henderickx overleed onverwacht op 18 december 2022.

## Werken
De Tantric Cycle met Oosterse filosofie als inspiratiebron:
- The Seven Chakras voor strijkkwartet (2004)
- Nada Brahma voor sopraan, instrumentaal ensemble en live elektronica (2005)
- Mayas Dream voor hobo en instrumentaal ensemble (2005)
- Void voor Muziektheater Transparant (2007)
- Disappearing in Light voor mezzosopraan, altfluit, altviool en percussie (2008)
- Tejas (What does the sound of the universe look like?) voor orkest (2009) - op cd door deFilharmonie o.l.v. Martyn Brabbins (2011)
- Mudra voor instrumentaal ensemble (2010)

Composities geïnspireerd op de muziek en de instrumenten uit het Midden-Oosten:
- Een Totale Entführung voor Muziektheater Transparant (2006) met gebruik van onder andere de darboeka, de riq (Turkse tamboerijn) en de bendir (Arabische handtrom).
- Alla Turca voor percussietrio (2006)
- Nostalgia voor 7 instrumenten uit het Midden-Oosten (2010), onder andere de ney (muziekinstrument), de duduk, de tär, de setar, de santur en de kemençhe.
- Medea voor Muziektheater Transparant (2011), met onder andere gebruik van de duduk, de riq en de daf (slaginstrumenten)

Ook Afrikaanse ritmiek was meermaals een bron van inspiratie:
- African Suite voor viool en percussie (1992)
- Confrontations voor Afrikaanse en westerse percussie (2003) - op cd met Adama Dramé en Gert François (2003)
- Gishora voor trompet en percussie (2009)

### Voor opera en muziektheater
- Triumph of Spirit over Matter opera in 16 scènes op libretto van Johan Thielemans (1996-1999)
- Achilleus opera voor jongeren op libretto van Imme Dros (2001-2002)
- Void voor Muziektheater Transparant (2007)
- Medea voor Muziektheater Transparant op tekst van Peter Verhelst (2011)
- Atlantic Wall voor muziektheater (2012)
- De Koningin zonder Land voor 4 zangers, 2 percussionisten en elektronica (2014)
- Revelations voor sopraan, vrouwenkoor, fluit, altviool, percussie en elektronica (2017)
- De bekeerlinge, opera, gebaseerd op de gelijknamige roman van Stefan Hertmans en op een libretto van Krystian Lada (2022)

### Voor orkest
- Variations (1988)
- Le Visioni di Paura (1990)
- Skriet (1993)
- Raga II (1995)
- Raga III voor altviool en orkest (1995)
- Raga I voor percussie en orkest (1996)
- Tejas (What does the sound of the universe look like?) (2009)
- Symphony No.1 (At the Edge of the World) (2011)
- Groove! voor percussie en orkest (2010)
- Oboe Concerto (Empty Mind I) voor hobo, orkest en elektronica (2014)
- Symphony N°2 (Aquarius' Dream) voor sopraan, orkest, elektronica en lichtontwerp (2017)
- Cello Concerto (Sangita) voor cello en orkest (2018)
- Harp Concertino voor harp en orkest (2018)
- Sutra voor klarinet en orkest (2022, Belgische première in De Singel in Antwerpen)

### Kamermuziek
- Mysterium voor 10 houtblazers (1989)
- Four Pieces voor klarinet en strijkkwartet (1990)
- OM voor strijkkwartet (1992)
- Raga I voor percussie en twee piano's (1994)
- In Deep Silence II voor blokfluitkwartet (2002)
- In Deep Silence III voor strijkkwartet (2003)
- The Seven Chakras voor strijkkwartet (2004)
- Gishora voor trompet en Afrikaanse percussie (2009)
- Mudra voor instrumentaal ensemble (2010)
- Nostalgia voor zeven instrumenten uit het Midden-Oosten (2010)
- Nostalgia voor zeven westerse instrumenten (2011)
- Groove! voor percussie en twee piano's (2012)
- Fireworks! voor saxofoonkwartet, percussiekwartet en live elektronica (2012)
- Piano Trio (In der seidenen Stille...) voor viool, cello en piano (2012)
- Resonating Light voor instrumentaal ensemble (en elektronica) (2013)
- Sacred Places II (The Valley of the Gods) voor viool, altsax en piano of voor fluit, cello en piano (2019)
- Dance of the Gods voor percussie ensemble of percussie kwartet (2019)

### Voor solo-instrumenten
- Ronddolen voor fagot (1987)
- 6 Miniaturen voor piano (1988)
- Il Pendolo voor contrabas (1989)
- Raga I voor percussie (1996)
- In Deep Silence I voor gitaar (1998)
- Saeta voor gitaar (2004)
- Memento Mori voor piano (2005)
- Raga III voor altviool (en elektronica) (2010)
- Empty Mind I voor hobo (of fluit) en elektronica (2013- 2019)
- Sacred Places I voor percussie en elektronica (2017)

### Vocale werken
- Dawn voor mezzosopraan, vrouwenkoor en instrumentaal ensemble (1992)
- De Profundis voor vierstemmig gemengd koor (1992)
- Libera Me voor vierstemmig gemengd koor (1992)
- Only Darkness and Shadows voor sopraan en instrumentaal ensemble (2003)
- Nada Brahma voor sopraan, instrumentaal ensemble en live elektronica (2005)
- Canzone voor stem en piano
- Disappearing in Light voor mezzosopraan, altfluit, altviool en percussie (2008)
- Only Darkness and Shadows voor sopraan en piano (2010)
- The Four Elements voor mezzosopraan en instrumentaal ensemble (en elektronica) (2011)
- Ave Maria voor stem en orgel (2011)
- De Groene Ring voor gemengd koor (2013)
- Visioni ed Estasi voor gemengde koren en elektronica (2015)
- Blossomings (3 Prayers for a better World) voor trompet (of klarinet), gemengd koor en elektronica (2016)

## Discografie
- 2011: Tejas & other orchestral work (Royal Flemish Philharmonic RFP 003) door Royal Flemish Philharmonic onder leiding van Martyn Brabbins
- 2016: Triptych (in eigen beheer) door HERMESensemble
- 2016: Disappearing in Light (in eigen beheer) door HERMESensemble
- 2016: At The Edge Of The World / Empty Mind I / Groove! (Royal Flemish Philharmonic RFP 011) door Royal Flemish Philharmonic onder leiding van Martyn Brabbins
- 2018: Nostalgia (Antarctica Records AR 011) door Boho Strings
- 2021: Revelations (Antarctica Records AR 025) door HERMESensemble | Vlaams Radiokoor | Lore Binon | Muziektheater Transparant
- 2025: The Convert (Antarctica Records AR 045) door Opera Ballet Vlaanderen